# Pietranico
Pietranico é uma comuna italiana da região dos Abruzos, província de Pescara, com cerca de 604 habitantes. Estende-se por uma área de 14 km², tendo uma densidade populacional de 43 hab/km². Faz fronteira com Alanno, Brittoli, Castiglione a Casauria, Civitaquana, Corvara, Cugnoli, Pescosansonesco, Torre de' Passeri.

## Demografia
| Variação demográfica do município entre 1861 e 2011                               |
|                                                                                   |
| Fonte: Istituto Nazionale di Statistica (ISTAT) - Elaboração gráfica da Wikipedia |